# Jan IV oświęcimski
Jan IV (Janusz) oświęcimski (ur. pomiędzy 1426 a 1430, zm. ok. 1496) – książę oświęcimski w latach 1445–1456, książę gliwicki 1465–1482.

## Życiorys
Jan IV, zwany też niekiedy w źródłach Januszem, był najmłodszym synem księcia oświęcimskiego Kazimierza I i Anny żagańskiej. W chwili śmierci ojca w 1433 lub 1434 Jan był jeszcze małoletni, w związku z czym opiekę nad nim przejął jego starszy brat Wacław.

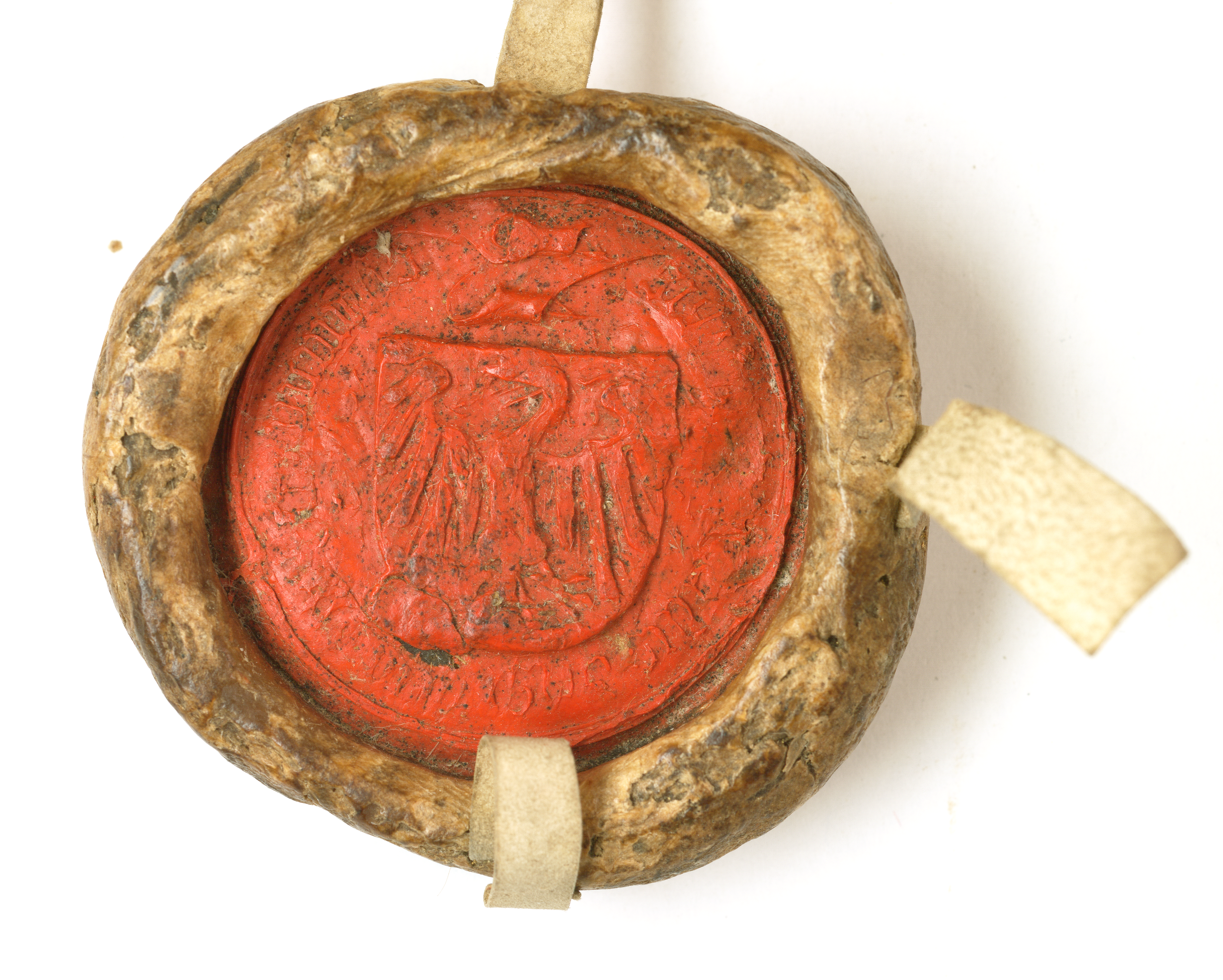
Pieczęć Jana IV, księcia oświęcimskiego (przywieszona do dokumentu z 1458 r.).

W 1441 Wacław zobowiązał się względem polskiego monarchy, że złoży hołd lenny, i że w przyszłości nakłoni do tego kroku swoich młodszych braci Przemysława i Jana.
W pełni samodzielne rządy Jan objął na mocy układu podziałowego z dnia 19 stycznia 1445. Niespodziewanie otrzymał on, i to pomimo że był najmłodszy, najważniejszą dzielnicę ze stolicą w Oświęcimiu.
Od początku swojego panowania Jan przyłączył się do awanturniczej polityki swoich śląskich kuzynów, nie godząc się z wykupieniem przez biskupa krakowskiego Zbigniewa Oleśnickiego księstwa siewierskiego. Walki o Siewierz trwały do 1447, kiedy to Jan zaakceptował ostatecznie panowanie biskupa.
W 1448 wydawało się, że książę oświęcimski ostatecznie zerwie z antypolską polityką, kiedy dołączył się do układu wzajemnej pomocy przeciw rozbojom na pograniczu. 
W 1452 roku Polacy pod dowództwem Piotra Szafrańca wyprawili się przeciwko napadającemu na polskich kupców Włodkowi ze Skrzyńska trzymającego jako lennik księcia oświęcimskiego zamek w Barwałdzie. Szafraniec zajął wtedy niewielki zamek w Malcu. Jako odszkodowanie za oszczędzenie terytorium księstwa oświęcimskiego Piotr Szafraniec zażądał wówczas od Jana IV ogromnej kontrybucji w wysokości 2000 grzywien. Książę oświęcimski odrzucił żądanie i korzystając z zarazy panującej w Polsce jesienią 1452 roku wraz z Przemkiem Toszeckim wypowiedział wojnę Polsce i splądrował tereny między Oświęcimiem i Krakowem. 
Na reakcję ze strony Polski nie trzeba było długo czekać. W 1453 na obszar księstwa Jana IV wkroczyły wojska starosty Jana Szczekockiego i podkomorzego lubelskiego Jana Kuropatwy. Książę oświęcimski nie mogąc sprostać potędze wojsk polskich 25 stycznia zdecydował się na poddanie Oświęcimia i prosić w Krakowie o pokój. Janowi pozostawiono wybór: albo złoży hołd lenny królowi, albo sprzeda księstwo.
Pomimo klęski książę nie rezygnował i jeszcze w 1453 r. obległ Oświęcim, dzierżony od stycznia przez Jana z Czyżowa. Wyprawa ta zakończyła się niepowodzeniem, w związku z czym Jan wycofał się do szybko odbudowanego zamku Wołek koło Kobiernic, skąd przeprowadzał wypady na pogranicze Małopolski. Ostatecznie książę Jan oblężony w Wołku przez wojska Jana Tęczyńskiego, nie widząc szans na sukces, zgodził się jesienią na ugodę i sprzedał księstwo Polsce za sumę 50 tys. grzywien.

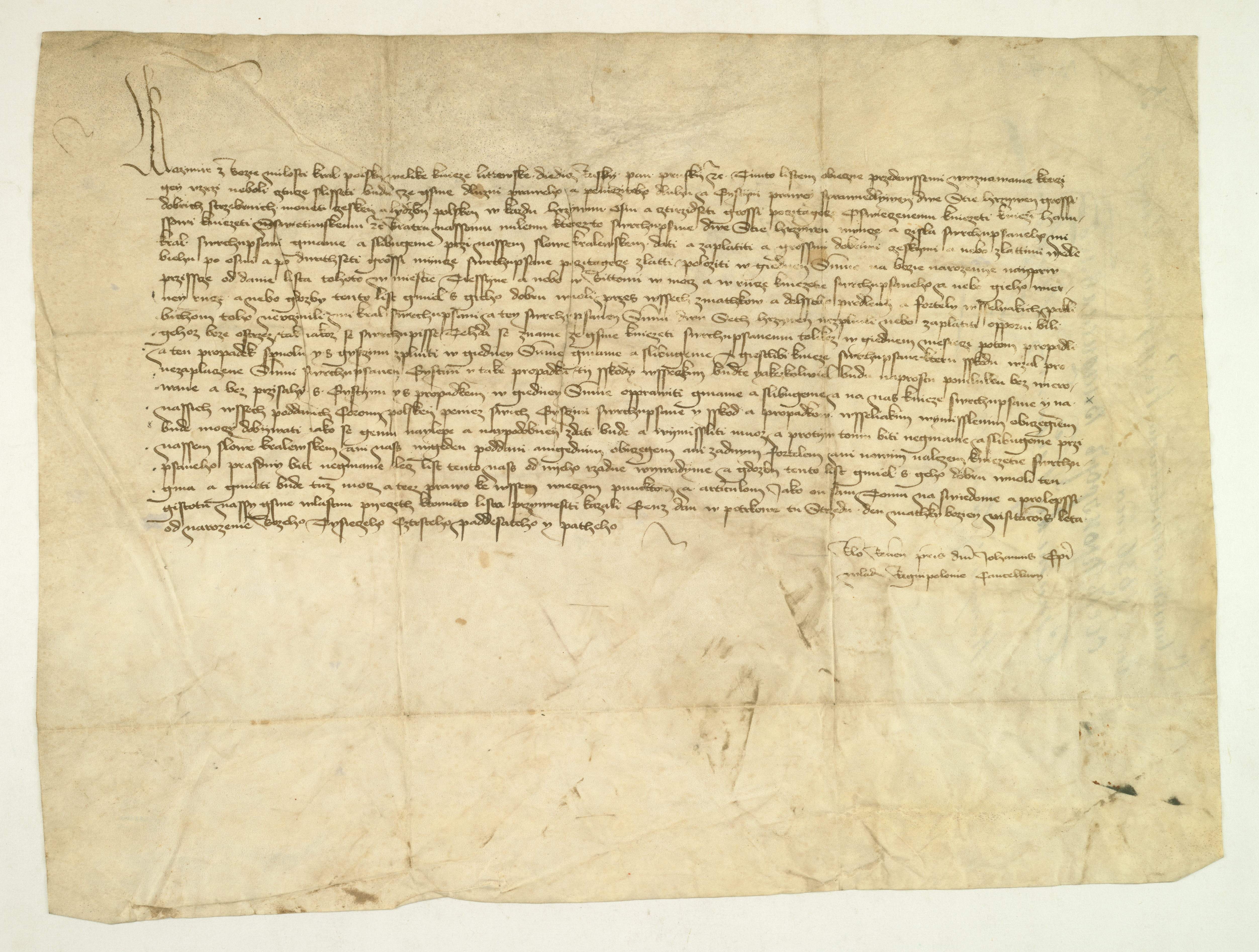
Kazimierz Jagiellończyk, król polski, zobowiązuje się spłacić dług Januszowi (Janowi IV), księciu oświęcimskiemu, na Boże Narodzenie (1455 r.)

Układ kupna-sprzedaży został potwierdzony w akcie hołdu złożonego przez stany księstwa w dniu 19 marca 1454. Pogodzony z losem Jan IV wziął udział w powitaniu przyszłej królowej Elżbiety Rakuszanki w Krakowie. Akt wszedł w życie 11 października 1456, kiedy Kazimierz Jagiellończyk obiecał wypłacić księciu 21 000 złotych i 4300 grzywien.
Po sprzedaży swojej ojcowizny książę – bez ziemi - zaciągnął się na wojnę przeciw zakonowi krzyżackiemu. Z powodu trudności finansowych Kazimierz Jagiellończyk nie wypłacił mu jednak całej sumy należnej za pomoc, w związku z czym Jan IV powrócił na Śląsk, gdzie opanował Myślenice, skąd próbował odzyskać dopiero co sprzedane księstwo. W końcu Jan oblężony przez wojska polskie, zgodził się na ugodę zaproponowaną na początku 1458 przez brata Przemka – Jan wycofał się z Myślenic spalonych teraz przez oddziały polskie, zaś król zapłacił księciu 11 000 złotych zaległego żołdu. Układ został zatwierdzony 26 czerwca 1458 w Bytomiu.
W 1460 zmarł bezpotomnie książę opolski Bolko V. Jan zgłosił wówczas pretensji do spadku po nim, chcąc z jego dziedzictwa wykroić sobie nowe księstwo. Tylko bezkompromisowa postawa brata zmarłego Mikołaja I spowodowała, że zamysły Jana po raz kolejny skończyły się klęską.
W roku następnym Janowi udało się za to korzystając z pośrednictwa Przemysława II cieszyńskiego i Konrada IX Oleśnickiego uzyskać od króla polskiego zapłatę za pozostawioną w Oświęcimiu broń i działa.
27 maja 1462 Kazimierz Jagiellończyk ostatecznie rozwiązał podczas spotkania z Jerzym z Podiebradów na zjeździe w Głogowie sprawę przejętych od Piastów górnośląskich terytoriów. Pozwoliło to uzyskać zgodę polskiej szlachty na zapłatę Janowi zaległych pieniędzy za sprzedaż księstwa.
Duża kwota pieniędzy umożliwiła Janowi zakup od brata Przemysława zamku w Gliwicach, wraz z pobliską ziemią. Wkrótce potem zakupił również od biskupa wrocławskiego pobliski Ujazd.
W 1471 książę gliwicki razem z bratem Przemysławem poparł wybór Władysława Jagiellończyka na króla czeskiego. Spowodowało to wrogie stosunki z kontrkandydatem do tego tronu – Maciejem Korwinem, którego wojska wkrótce potem wtargnęły na Śląsk i poczęły zaprowadzać nowe porządki. 27 lutego 1475 podczas rozmów na zjeździe w Raciborzu Maciej Korwin aresztował oświęcimskiego Piasta i wypuścił go dopiero po ustąpieniu z połowy Gliwic. Ustępstwa zawarte pod przymusem bynajmniej nie zabezpieczyły stanu posiadania Jana, stało się to dopiero po hołdzie lennym złożonym Maciejowi 12 sierpnia 1479 w Ołomuńcu.
W 1482 r. Jan z nieznanych powodów sprzedał posiadaną jeszcze przez siebie część Gliwic staroście Górnego Śląska Janowi Bielikowi. W ten sposób Jan ponownie został księciem bez księstwa. Wprawdzie dwa lata później, po śmierci Przemysława Toszeckiego, Jan odziedziczył po nim jego dzielnicę, ale Maciej Korwin miał inne plany i włączył ten spadek bezprawnie do władztwa swego syna (był to Jan Korwin).
Jan Oświęcimski był dwukrotnie żonaty. Jego pierwszą żoną była nieznana bliżej historykom Katarzyna, drugą zaś Barbara, córka Mikołaja V, księcia karniowskiego, z którą dochował się jedynej córki Heleny, wydanej za czeskiego wielmożę Jana z Šelmberka.
Niewiele wiadomo o ostatnich lata życia Jana. Prawdopodobnie spędził je w dobrach odziedziczonych przez jego żonę, tj. w Karniowie. Tam też zmarł około 1496 r., i zapewne tam został pochowany.